# Жемайтис, Сергей Георгиевич
Серге́й Гео́ргиевич Жема́йтис (10 [23] сентября 1908, Николаевск, Приморская область, Российская империя — 8 сентября 1987, Москва, СССР) — советский писатель-фантаст, редактор. Известен также произведениями других жанров (в частности, маринистики). Член СП СССР (1957). Участник Великой Отечественной войны. Награждён орденом Красной Звезды.

## Биография
Родился 10 (23) сентября 1908 год в Николаевске-на-Амуре в семье Георгия Адамовича Жемайтиса (литовского переселенца, потомка литовского каторжанина, который был сослан на Дальний Восток) и Евдокии Матвеевны Жемайтис (представительницы двух известных в России фамилий Гончаровых и Паниных).
Более тридцати лет Сергей Жемайтис проработал на Дальнем Востоке. Вначале был учеником механизатора, потом трактористом в колхозе. Срочную службу проходил в Тихоокеанском флоте. Демобилизовавшись, работал корреспондентом ряда дальневосточных газет.
После начала Великой Отечественной войны пошёл добровольцем воевать. В 1941 году был рядовым, закончил воевать в 1945 году капитаном. На протяжении войны занимал должности начальника химслужбы 53-го гвардейского артиллерийского полка 25-й гвардейской стрелковой дивизии, химинструктора 71-й морской стрелковой бригады, начальника химслужбы 351-го гвардейского стрелкового полка 106-й гвардейской стрелковой дивизии. С 1943 года — член КПСС. Получил ордена Красной звезды, Отечественной войны, боевые медали.
После войны учился в Москве на литературных курсах, поступил на работу заведующим редакцией научной фантастики в издательство «Молодая гвардия» (1958—1973). Публикуется с 1950 года. Первая научно-фантастическая публикация — детская повесть «Алёша Перец в стране гомункулусов», вышедшая в 1959 году. Творчество Сергея Жемайтиса (помимо фантастики, им написаны приключенческие морские повести и романы) в основном посвящено морским просторам и космическим далям. Некоторые из произведений Жемайтиса затрагивают тему Дальнего Востока: «Клипер Орион», «Не очень тихий океан»; тему Великой Отечественной войне: «Бешеный тигр», «Зелёная ракета».
Фантастические повести «Вечный ветер» (1970) и «Большая лагуна» (1977) посвящены освоению океана в близком коммунистическом будущем и контакту с дельфинами; во втором романе действие также переносится в космос. В романе «Багряная планета» (1973) экспедиция на Марс встречает там местных уцелевших роботов и с их помощью восстанавливает картины жизни исчезнувшей марсианской цивилизации. На экологическую тему написан рассказ «Тигровая звезда» (1971), где описывается, как люди будущего очищают Землю от радиоактивного мусора прошлых веков.
Жемайтис явился одним из создателей знаменитых серий издательства «Молодая гвардия»: ежегодника «Фантастика» (1962—1991), «Библиотеки современной фантастики» в 25 томах (1965—1973), «Библиотеки советской фантастики» (1967—1991). При нём и при его поддержке в этом издательстве вышли книги И. Ефремова, А. и Б. Стругацких и других ведущих советских фантастов.
Организатор семинара при редакции, в котором участвовали такие известные писатели, как Аркадий Стругацкий, Север Гансовский, Анатолий Днепров, Еремей Парнов, Михаил Емцев, Дмитрий Биленкин, Ариадна Громова, Роман Подольный, Александр Мирер.
В 1973 году редакционная политика издательства была сильно изменена. Прежний состав редакции (Сергей Жемайтис, Белла Григорьевна Клюева, Светлана Николаевна Михайлова) разогнали, Сергея Жемайтиса отправили на пенсию, назначив вместо него Юрия Медведева. Вследствие этого у Жемайтиса случился инфаркт, спустя несколько лет он умер.

## Память
- Братья Стругацкие в своей повести «Сказка о Тройке» (1968) назвали в честь Сергея Георгиевича Определитель Жемайтиса.

## Экранизации
- 1978 — Мятежный «Орионъ» — по мотивам романа «Клипер „Орион“».